# A boulevard Montmartre egy téli reggelen
A boulevard Montmartre egy téli reggelen Camille Pissarro festménye, amely a New York-i Metropolitan Művészeti Múzeum gyűjteményének része.

## Keletkezése
Pissaro hat év vidéki élet után tért vissza Párizsba 1897-ben, ahol több sorozatot festett a nagy sugárutakról. A festő a Grand Hôtel de Russie-ban szállt meg. Ablakából teljes hosszában, csaknem madártávlatból (látta) a kocsikat, omnibuszokat, embereket a nagy fák, nagy házak között. Februártól áprilisig két képet készített a boulevard des Italiensről és tizennégyet a boulevard Montmartre-ról. A boulevard Montmartre egy téli reggelen olajjal készült vászonra, mérete 64,8 × 81,3 centiméter.